# Roya Mahboob
Roya Mahboob (persiska: رویا محبوب), född i Herat, är en afghansk persiskspråkig entreprenör och affärskvinna. Hon är grundare och vd för Afghan Citadel Software Company. Hon har uppmärksammats bland annat på grund av att hon är den första kvinnliga vd:n inom IT-branschen i Afghanistan där det fortfarande är relativt ovanligt att kvinnor arbetar utanför hemmet.

## Biografi
Mahboob föddes i Herat i Afghanistan men hennes familj lämnade landet i samband med Sovjets invasion och flyttade till Iran. Hon återvände till Afghanistan 2003 och lärde sig engelska genom att arbeta som volontär i en fransk icke-statlig organisation specialiserad på media. Hon tog sedan kurser i information och kommunikation som FN:s utvecklingsprogram erbjöd särskilt för kvinnor. 2009 tog Mahboob en kandidatexamen i datavetenskap inom informations- och kommunikationsteknik på Universitetet i Herat och sedan en master i informationsteknologi vid WorldWide Science i Malaysia.
Hennes företag Afghan Citadel Software Company utvecklar mjukvara och databaser till privata företag. Hon grundade företaget 2010 tillsammans med två tidigare klasskamrater från universitetet i Herat och med hjälp av en investering på 20 000 amerikanska dollar. Målet var att skapa arbete för universitetsutbildade som nyligen tagit examen, i synnerhet för kvinnor, inom Afghanistans växande tekniksektor. Företaget har 25 anställda varav 18 är kvinnor. Att merparten av de anställda är kvinnor är något som väckt mycket uppmärksamhet. Hon har utsatts för hot för detta men även för det faktum att hon ens driver ett företag, gör affärer med utlänningar och kör bil.
2013 hamnade Roya Mahboob på Time 100 vilket är tidskriften Times lista över de 100 mest inflytelserika personerna i världen. De uppmärksammade henne för hennes arbete med att föra in internet i klassrum i Afghanistan och för bloggen och videosidan Women's Annex. Women's Annex ger kvinnor i Afghanistan och Centralasien en plattform för att uttrycka sig och berätta om sina liv. Hon är även känd för sitt arbete med Film Annex som distribuerar webb-TV.